# Parachute (tessuto)
Parachute è un tessuto leggero, aereo e impalpabile, fabbricato prevalentemente in tela di seta fortemente battuta, al punto da conferire un'elevata resistenza allo strappo.

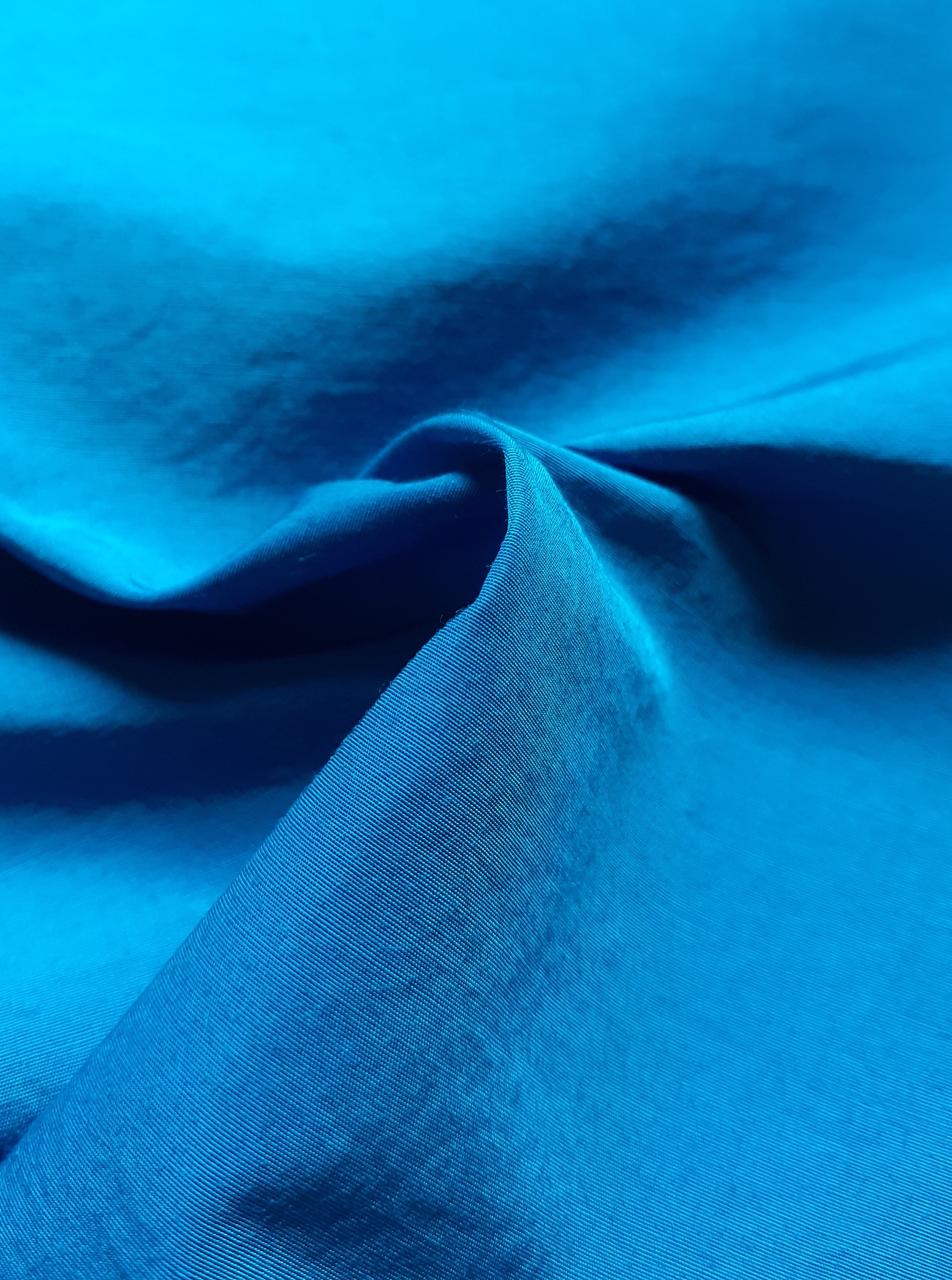
Tessuto Parachute

## Storia
Nel 1514 Leonardo da Vinci aveva intuito le possibilità che un padiglione di panno lino intasato, di dodici braccia per faccia e alto dodici, avrebbe potuto dare per gettarsi da ogni altezza senza subire danni. Il primo collaudatore del paracadute in seta fu Jean Pierre Blanchard, che morì durante il lancio nel 1809. Il modello fu migliorato costruendo una struttura con un foro apicale sulla calotta, costituita da 24 spicchi cuciti insieme, in modo da sopportare lo strappo durante l’apertura.
In virtù della sua resistenza e capacità di trattenere l’aria, durante la Seconda Guerra Mondiale il tessuto di seta fu usato soprattutto in ambito tecnico militare per realizzare i paracadute degli aviatori.
La riconversione della produzione dagli articoli di lusso a fini pratici, che non avrebbero trovato sbocchi adeguati in quel momento, ha lasciato una traccia nel nome di questa tipologia tessile.
Il 1 luglio 1945, Albertina Magliani Gianpellegrini coronò il sogno di sposarsi in bianco con un abito molto particolare, realizzato con il paracadute di seta, che lo scozzese David Kirkpatrick, paracadutato sul Cusna, donò a suo marito, allora partigiano.

## Moda
Oggi il tessuto parachute viene utilizzato nella moda per conferire volume in assenza di strutture di supporto, spesso abbinato a rifiniture a “coulisse”, che ne regolano tenuta e ampiezza per la realizzazione, ad esempio, di lunghe gonne-pantaloni, bluse e sciarpe.
Negli anni ’70 la seta dei paracadute fu rimpiazzata con il nylon, che presentava minori problemi di porosità, cui si aggiunsero nuovi tessuti, come il tipo F/111, che consente attualmente un minimo ingombro e una porosità programmabile. Un  esempio di applicazione di questo materiale è visibile nella recente collezione dell'Esercito italiano - presentata in occasione di Pitti Immagine Uomo - i cui capi sono stati ottenuti utilizzando la vela del consueto paracadute dismesso, impiegato dai militari della Brigata paracadutisti "Folgore".